# Cerussit
Cerussit, (även känd som blykarbonat eller vit blymalm) är ett mineral som består av blykarbonat (PbCO3) och är en viktig blymalm. Namnet kommer från latinets cerussa, vitt bly. Cerussa nativa nämndes av Conrad Gesner 1565, och 1832 använde F. S. Beudant namnet céruse på mineralet, medan den nuvarande formen, cerussit, kommer från Wilhelm von Haidinger (1845). Gruvarbetarnas namn i tidig användning var blyspat och vit blymalm.

## Egenskaper
Cerussit kristalliserar i det ortorombiska kristallsystemet och är isomorft med aragonit. Liksom aragonit är den mycket ofta tvinnad, de sammansatta kristallerna är pseudo-hexagonala till formen. Tre kristaller är vanligtvis tvillingar på två ytor av prismat, vilket ger sexstrålade stellatgrupper med de individuella kristallerna som korsar varandra i vinklar på nästan 60°. Kristaller förekommer ofta och de har vanligtvis mycket ljusa och släta ytor. Mineralet förekommer också i kompakta granulära massor, och ibland i fibrösa former. Mineralet är vanligtvis färglöst eller vitt, ibland grått eller grönaktigt i nyansen och varierar från transparent till genomskinligt med en adamantin glans. Den är mycket spröd och har ett konkoidalt brott. Den har en Mohs hårdhet på 3 till 3,75 och en specifik vikt på 6,5. En sort som innehåller 7 procent zinkkarbonat, som ersätter blykarbonat, är känd som iglesiasit, från Iglesias på Sardinien, där den förekommer.
Mineralet kan lätt kännas igen på dess karakteristiska tvillingar, i kombination med dess adamantina glans och höga specifik vikt. Ett blåsrörstest får det att smälta mycket lätt och ger indikationer på bly. Bly(II)karbonat är praktiskt taget olösligt i neutralt vatten (löslighetsprodukt [Pb2+][CO32−] ≈ 1,5×10−13 vid 25 °C), men kan lösas i utspädda syror.

## Förekomst
Förekomster finns på flera platser i Mellan- och Sydeuropa samt Tunisien, Marocko, Namibia, USA och Australien.
Fint kristalliserade exemplar har hittats i Friedrichssegen-gruvan i Lahnstein i Rheinland-Pfalz, Johanngeorgenstadt i Sachsen, Stříbro i Tjeckien, Phoenixville i Pennsylvania, Broken Hill i New South Wales och flera andra orter. Fina nålformade kristaller av avsevärd längd hittades för länge sedan i Pentire Glaze-gruvan nära St Minver i Cornwall. Cerussit finns ofta i avsevärda mängder och har en blyhalt på upp till 77,5 procent.

## Användning
Cerussit består av 77,5 procent bly (83,5 procent PbO) och är en ganska vanlig, god blymalm, som ofta på grund av en mindre silverhalt, också är en viktig silvermalm. 
"Vitt bly" är nyckelingrediensen i (numera utgångna) blyfärger. Förtäring av blybaserad färgflis är den vanligaste orsaken till blyförgiftning hos barn.
Både "vitt bly" och blyacetat har använts i kosmetika genom historien, även om detta har upphört i västländer.

## Galleri

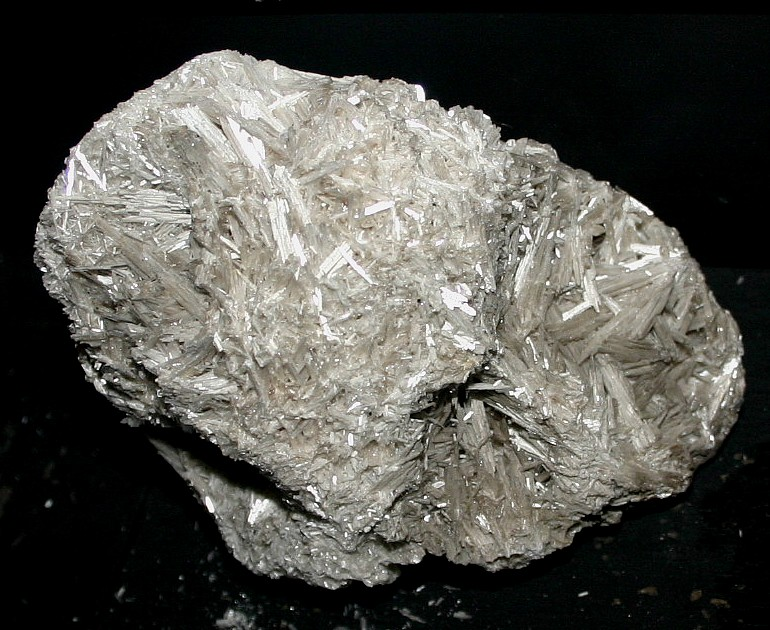
Kristaller av cerussit, en sekundär blymalm
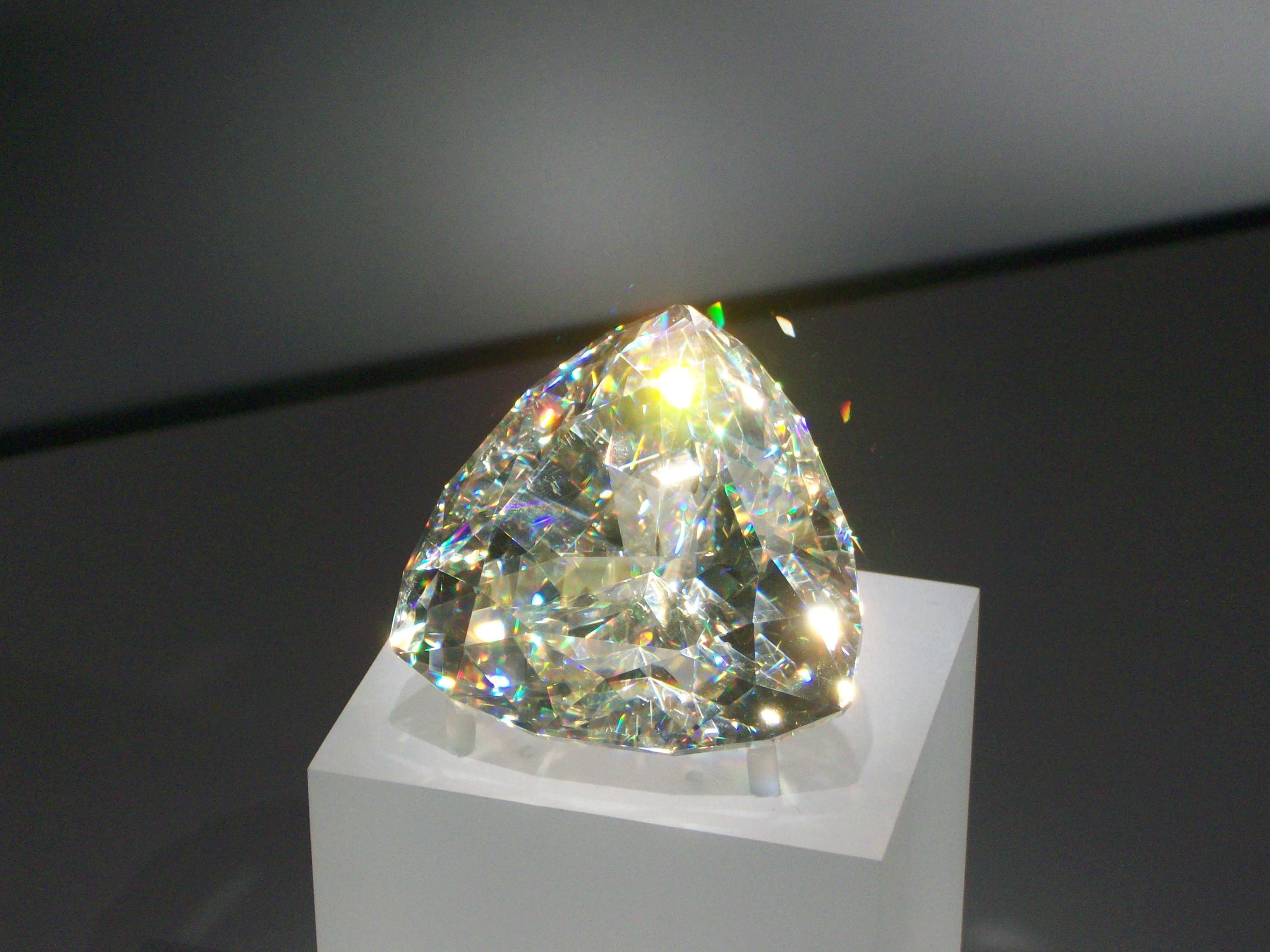
Med sina 890 karat är Light of the Desert (som finns i Torontos Royal Ontario Museum) världens största facetterade cerussit.
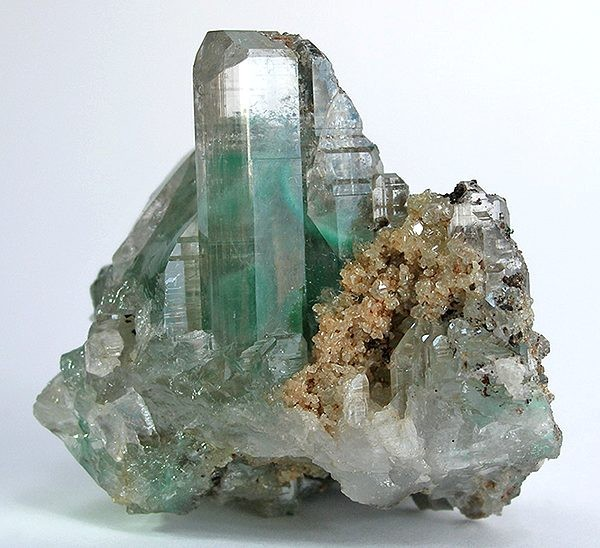
Färglös cerussitkristall som har inkluderade bitar av ljusgrön malakit
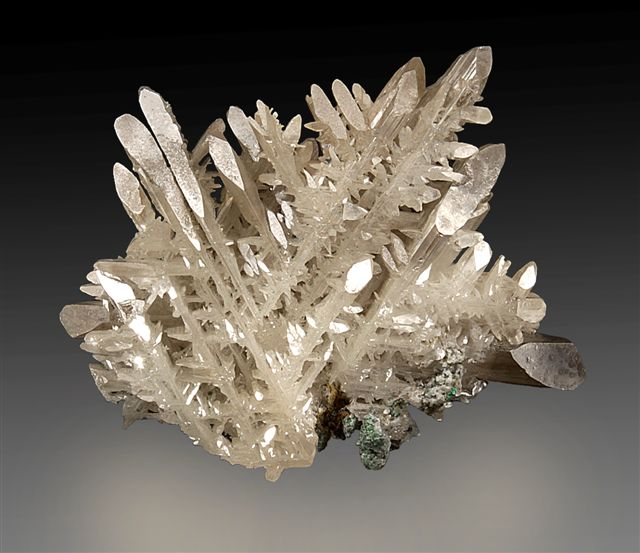
Fint exempel på retikulerad tillväxt